# Фінал кубка Англії з футболу 1955
Фінал кубка Англії з футболу 1955 — 74-й фінал найстарішого футбольного кубка у світі. Учасниками фіналу були «Манчестер Сіті» і «Ньюкасл Юнайтед». Володарем кубкового трофею став «Ньюкасл Юнайтед».

## Шлях до фіналу
| «Ньюкасл Юнайтед»  | «Ньюкасл Юнайтед» | «Ньюкасл Юнайтед»                                                                | Раунд           | «Манчестер Сіті»    | «Манчестер Сіті» | «Манчестер Сіті»         |
| ------------------ | ----------------- | -------------------------------------------------------------------------------- | --------------- | ------------------- | ---------------- | ------------------------ |
| Суперник           | Результат         | Матчі                                                                            |                 | Суперник            | Результат        | Матчі                    |
| «Плімут Аргайл»    | 1—0               | 1—0 на виїзді                                                                    | Третій раунд    | «Дербі Каунті»      | 3—1              | 3—1 на виїзді            |
| «Брентфорд»        | 3—2               | 3—2 вдома                                                                        | Четвертий раунд | «Манчестер Юнайтед» | 2—0              | 2—0 вдома                |
| «Ноттінгем Форест» | 5—4               | 1—1 на виїзді, 2—2 вдома (перегравання), 2—1 на нейтральному полі (перегравання) | П'ятий раунд    | «Лутон Таун»        | 2—0              | 2—0 на виїзді            |
| «Гаддерсфілд Таун» | 3—1               | 1—1 на виїзді, 2—0 вдома (перегравання)                                          | Шостий раунд    | «Бірмінгем Сіті»    | 1—0              | 1—0 на виїзді            |
| «Йорк Сіті»        | 3—1               | 1—1 на нейтральному полі, 2—0 на нейтральному полі (перегравання)                | 1/2 фіналу      | «Сандерленд»        | 1—0              | 1—0 на нейтральному полі |

## Матч
| 7 травня 1955 |

| Ньюкасл Юнайтед                   | 3:1      | Манчестер Сіті |
| --------------------------------- | -------- | -------------- |
| Мілберн 1' Мітчелл 52' Ханнах 59' | Протокол | Джонстоун 45'  |

| Вемблі, Лондон Глядачів: 100 000 Арбітр: Рег Ліф |

|  |  |

|                  |  |                   |  |
|                  |  |                   |  |
| В                |  | Ронні Сімпсон     |  |
| З                |  | Боббі Кауелл      |  |
| З                |  | Рон Батті         |  |
| ПЗ               |  | Джиммі Скулар (к) |  |
| ПЗ               |  | Боб Стоукоу       |  |
| ПЗ               |  | Томмі Кейсі       |  |
| Н                |  | Лен Вайт          |  |
| Н                |  | Джекі Мілберн     |  |
| Н                |  | Вік Кібл          |  |
| Н                |  | Джордж Ханнах     |  |
| Н                |  | Боббі Мітчелл     |  |
| Головний тренер: |  |                   |  |
| Дуг Лівінгстон   |  |                   |  |

|                  |  |                 |  |
|                  |  |                 |  |
| В                |  | Берт Траутманн  |  |
| З                |  | Джиммі Медовз   |  |
| З                |  | Рой Літтл       |  |
| ПЗ               |  | Кен Барнс       |  |
| ПЗ               |  | Дейв Евінг      |  |
| ПЗ               |  | Рой Пол (к)     |  |
| Н                |  | Біллі Спардл    |  |
| Н                |  | Джо Хеєс        |  |
| Н                |  | Дон Реві        |  |
| Н                |  | Боббі Джонстоун |  |
| Н                |  | Падді Фаган     |  |
| Головний тренер: |  |                 |  |
| Лес Макдовол     |  |                 |  |